# 워터밤
워터밤(영어: Waterbomb festival)은 관객과 아티스트가 팀을 이뤄 물총싸움을 하며 음악을 즐길 수 있는 대한민국 최대 규모의 관객 참여형 페스티벌이다.
2015년 처음 개최된 워터밤은 매년 6월~7월에 잠실종합운동장 특설링에서 진행된다. 공연은 K-POP, 힙합, EDM과 같은 뛰어놀 수 있는 장르로 구성된다. 아티스트 라인업은 두 팀으로 나누어 발표하고, 관객들 또한 팀을 선택하여 참여한다. 팀 선택은 메인 콘텐츠인 워터파이팅의 대결 구도를 갖추는 장치이다.

## 전국 투어
2018년 한국 페스티벌 최초로 투어를 진하였다. 첫 도시는 부산이었다.
2019년 6개 도시(서울, 부산, 인천, 대구, 대전, 광주)에서 투어를 진행하였다.
2020년과 2021년은 코로나19로 인해 취소되었다.
2022년 5개 도시(서울, 부산, 인천, 대구, 수원)에서 투어가 진행되었다.
2023년 제주와 속초 2개의 새로운 도시의 개최가 공개되어 9개 도시(서울, 부산, 인천, 대구, 수원, 대전, 광주, 속초, 제주)에서 개최되며, 2023년 6월 30일 서울을 시작으로 9주간 주말마다 각 도시에서 진행된다.